# Artillería pesada presenta...
Artillería Pesada, Presenta... es el segundo álbum de Control Machete, banda mexicana de Hip-Hop. Fue lanzado al mercado el 30 de marzo de 1999. Presenta elementos más elaborados que los de su primera producción.
Recibió nominaciones al Grammy Latino y Premios de MTV.

## Canciones
1. «Pesada»
2. «Sí Señor»
3. «Presente»
4. «Unísono»
5. «Instancias»
6. «Los Vigilantes»
7. «Ileso»
8. «Desde La Tierra (El Tercer Planeta)»
9. «Esperanza»
10. «Danzón»
11. «Grita»
12. «La Artillera»
13. «Bonus Track»

## Premios y reconocimientos
- MTV Video Music Awards 1999: Mejor vídeo MTV Latinoamérica (Norte) por «Sí señor» (Nominados)
- Premios Grammy Latinos 2000: Mejor canción Rock por «Sí señor» (Nominados)